# 불꽃 청소
불꽃 청소, 화염 세척, 플레임 클리닝(flame cleaning) 또는 플레임 가우징(flame gouging)은 고온의 산소 아세틸렌 화염을 구조용 강철 표면에 통과시켜 세척하는 공정이다. 화염의 환원 효과와 열 작용으로 밀스케일(mill scale)과 녹이 제거되어 와이어 브러싱 및 도장 작업에 적합한 표면 상태로 복원된다.

## 개요

불꽃 청소는 단순히 녹과 밀스케일을 제거하는 것 외에도 다양한 용도로 사용된다. 페인트, 용접 불량, 버(burr), 기계적 마모(긁힘, 절단, 홈 등) 및 기타 표면 결함을 제거하는 도구로도 사용된다. 불꽃 청소 공정은 새로운 것이 아니며 일반적인 금속 작업장에서 사용하는 장비 외에 추가 장비가 필요하지 않는다. 작업자가 제거하려는 흠집을 녹이고 불어내기 위해 표면과 평행하게 산소 연료 토치를 사용하는 것뿐이다. 옆의 그림에서 볼 수 있듯이, 절단이나 가우징 도구로 화염을 사용하는 전통적인 방식과는 달리, 산소 연료 토치로 표면을 가로질러 분사한다. 장비는 동일하지만, 표면의 과도한 제거를 방지하기 위해 세척에 사용되는 화염은 대폭 줄어든다. 아세틸렌과 같은 다양한 종류의 연료를 산소와 함께 사용할 수 있다.
이 공정을 사용하여 다양한 표면을 세척할 수 있다. 산소 화염은 다양한 표면 재질에 적용 가능하며 윤활유나 그리스처럼 세척이 어려운 물질도 제거할 수 있다. 세라믹, 철 구조물, 해양 시스템, 심지어 콘크리트 요소까지 모두 세척할 수 있다. 세척 기능은 완벽하게 수행할 수 있지만, 산소 화염에 의한 화상 자국으로 인해 전체적인 미관이 손상될 수 있다. 세척 후 표면은 페인팅, 연삭 또는 기타 추가 작업과 같은 추가 가공을 위해 준비된다.